# Жозе Алваладе (стадіон)
Стадіон «Алваладе XXI» або «Ештадіу Алваладе ХХІ» (порт. Estádio Alvalade XXI) — стадіон у місті Лісабоні, Португалія. Був збудований на місці колишнього стадіону «Алваладе», відкритий 6 серпня 2003 року (товариська гра між командами «Спортінг» та «Манчестер Юнайтед»). Вміщує 50 095 глядачів.
Є домашнім стадіоном лісабонського клубу «Спортінг».
Потрапити на стадіон можливо скориставшись Лісабонським метрополітеном (станції «Кампу-Гранде» та «Алваладе»).

## Євро-2004
Під час Чемпіонату Європи з футболу 2004 стадіон приймав п'ять матчів за участі збірних команд Швеції, Болгарії, Іспанії, Португалії, Німеччини, Чехії, Франції, Греції та Нідерландів:
| Дата      | Матч                    | Рахунок | Раунд          |
| --------- | ----------------------- | ------- | -------------- |
| 14 червня | Швеція — Болгарія       | 5:0     | Матч групи «C» |
| 20 червня | Іспанія — Португалія    | 0:1     | Матч групи «A» |
| 23 червня | Німеччина — Чехія       | 1:2     | Матч групи «D» |
| 25 червня | Франція — Греція        | 0:1     | Чвертьфінал    |
| 30 червня | Португалія — Нідерланди | 2:1     | Півфінал       |

## Фінал Кубка УЄФА
18 травня 2005 року на стадіоні відбувся фінальний поєдинок Кубка УЄФА розіграшу 2004—2005 р.р. між командами «Спортінг» — ЦСКА (Москва), в якому з рахунком 3-1 переміг московський клуб.

## Матчі за участі українських команд
12 грудня 2007 р. у рамках 6-го туру групового турніру Ліги чемпіонів УЄФА на стадіоні проти місцевого «Спортінга» грало київське «Динамо». Гра закінчилась поразкою українського клубу з рахунком 0:3.
4 листопада 2008 р. у рамках 4-го туру групового турніру Ліги чемпіонів УЄФА свій поєдинок проти «Спортінга» провів донецький «Шахтар», програвши господарям поля з мінімальним рахунком 0:1.

## Транспорт
Стадіон обслуговується станцією Кампу-Гранде Лісабонського метрополітену та автовокзалом, який обслуговують декілька компаній. Поруч проходить Segunda Circular, головна кільцева дорога Лісабона, до стадіону можна потрапити через виїзд Estádio de Alvalade. Навколо стадіону є кілька автостоянок.

## Галерея зображень

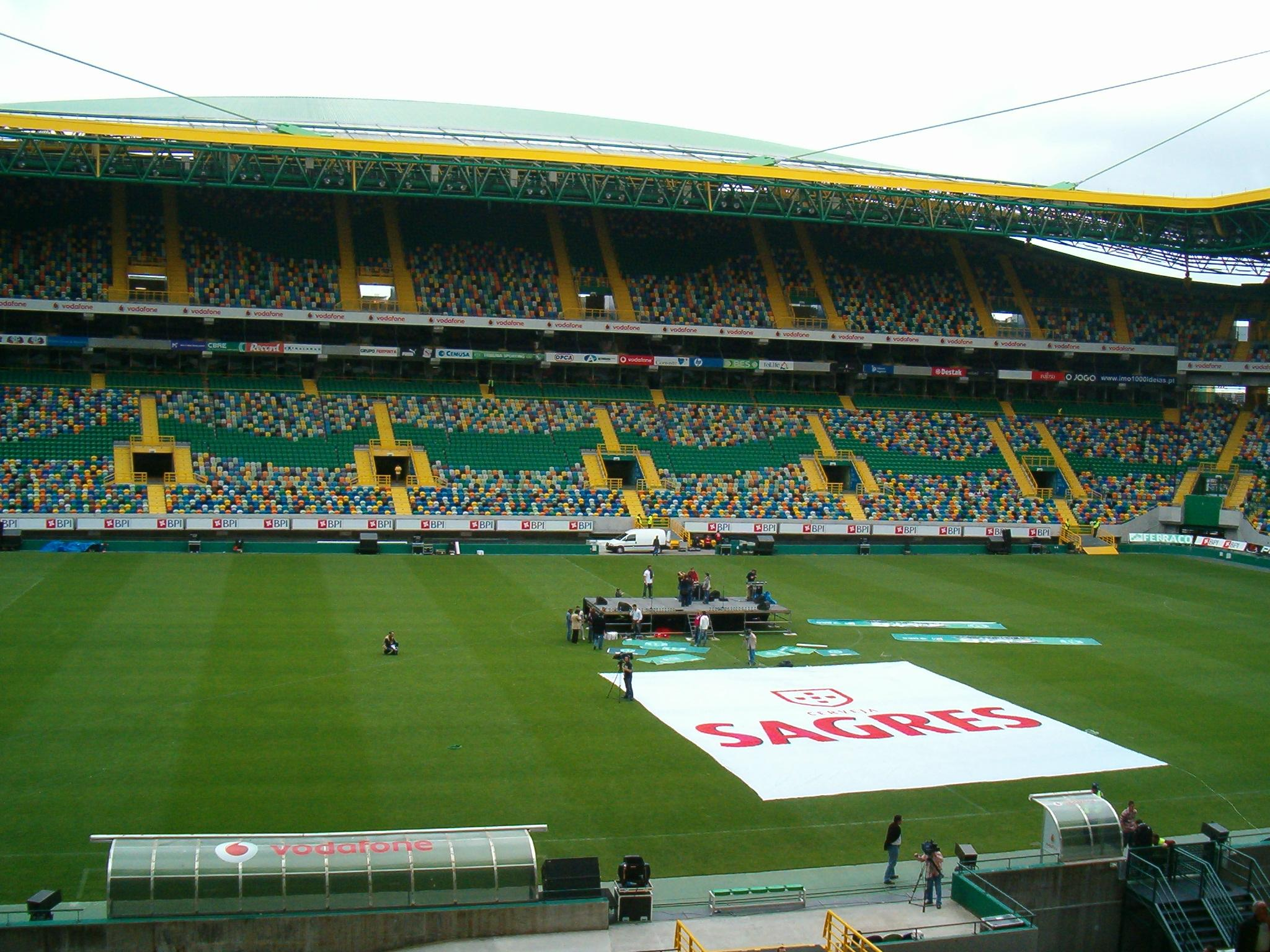
Футбольне поле і північна трибуна
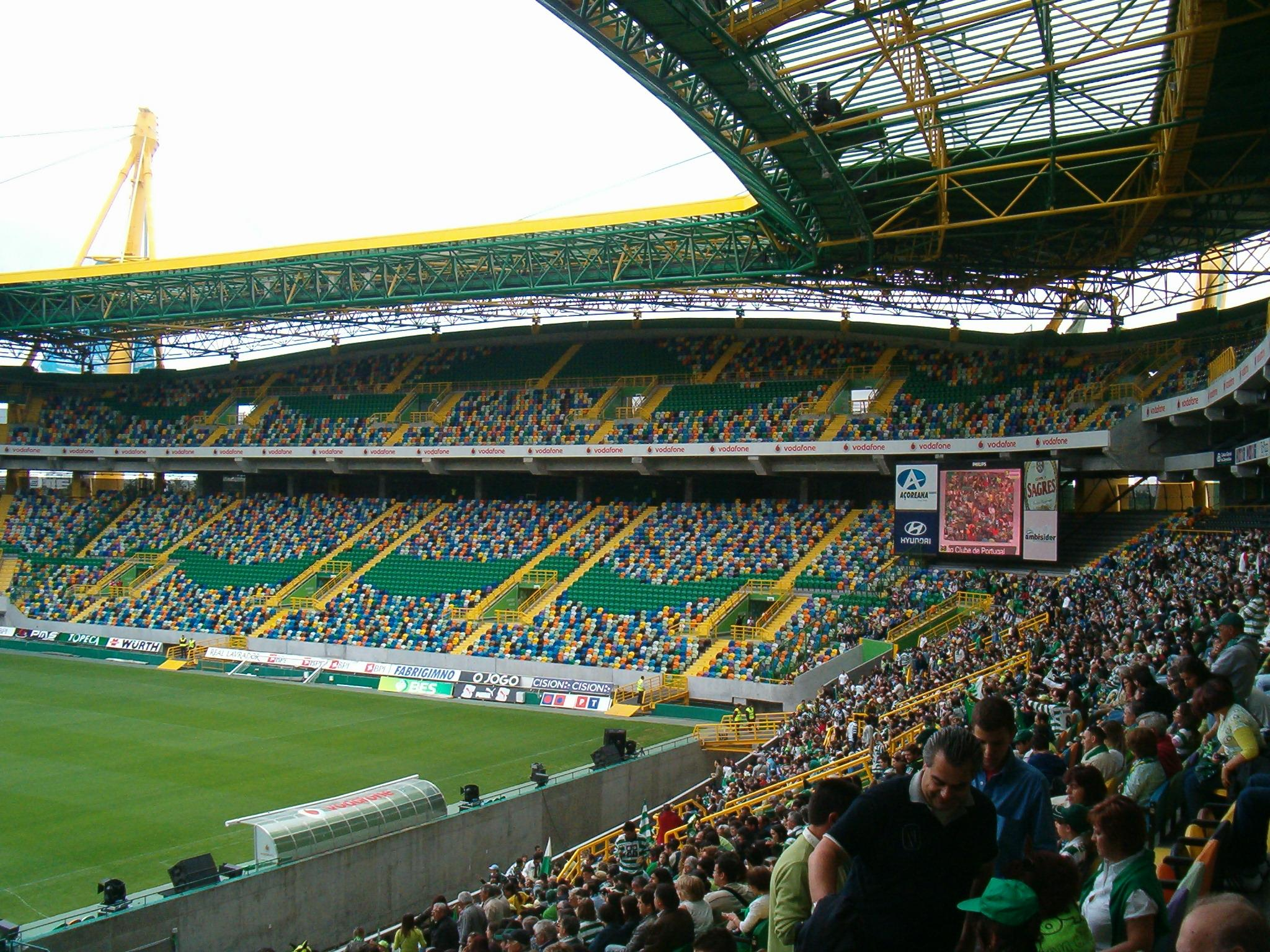
Східна трибуна
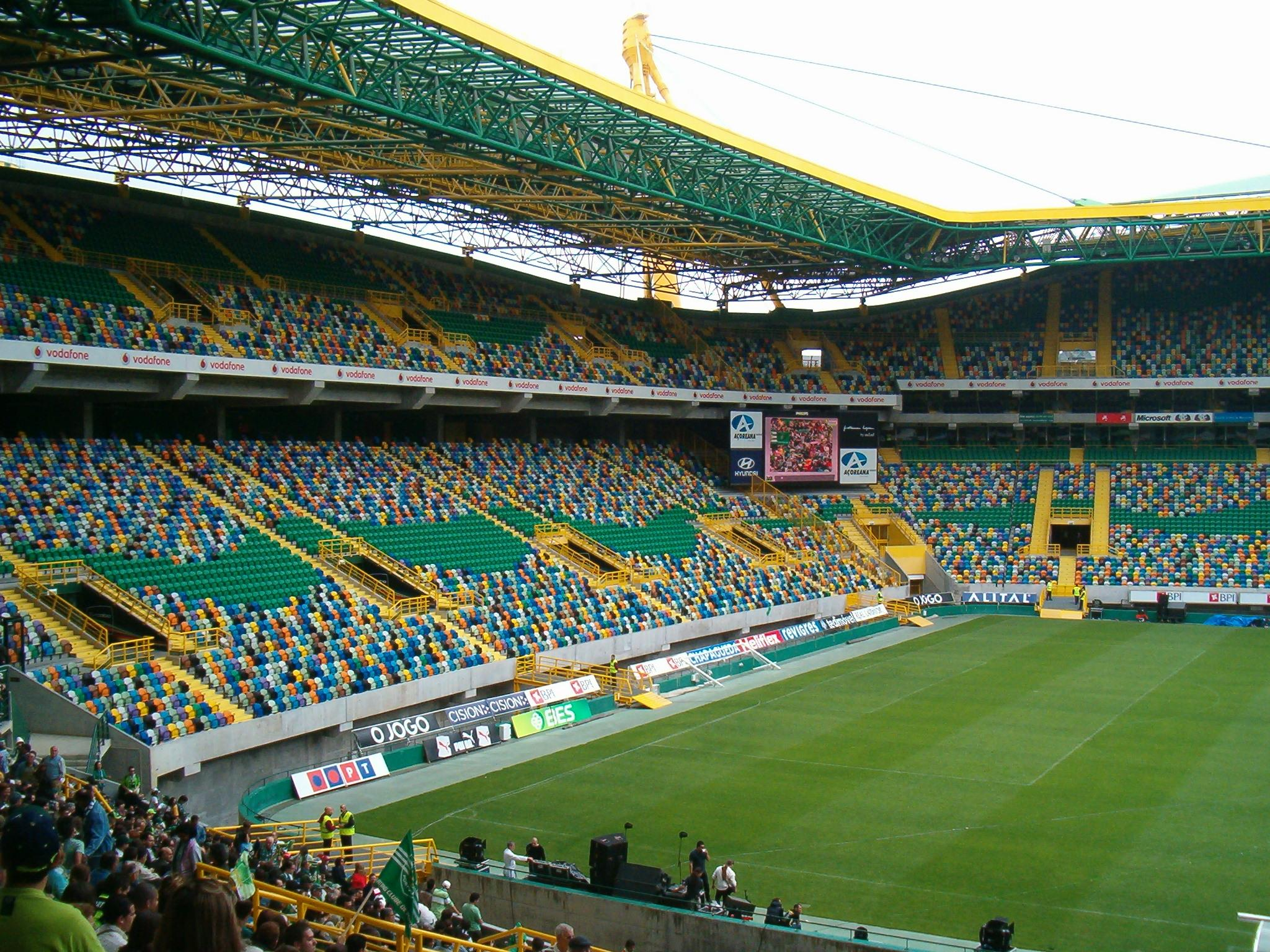
Західна трибуна
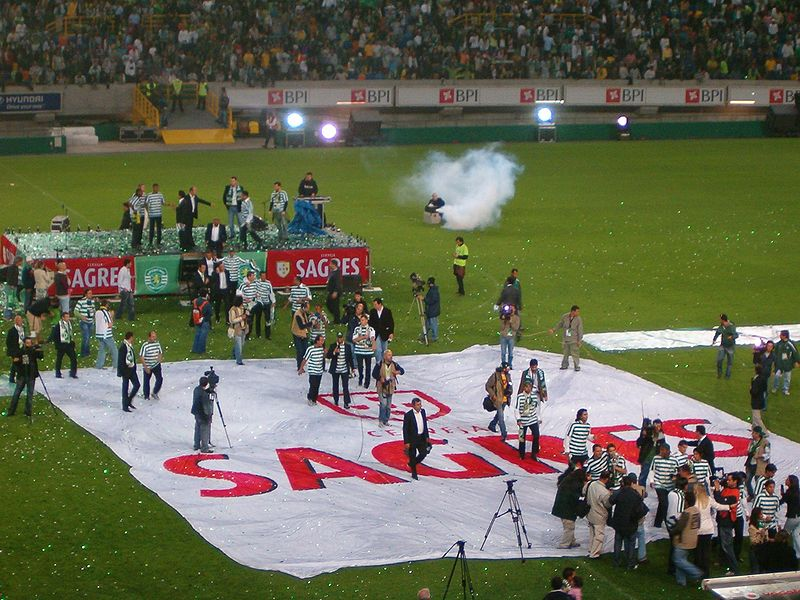
Святкування перемоги «Спортінга» у Кубку Португалії